# Chitrangada Singh
Chitrangada Singh (Jodhpur, 30 augustus 1976) is een Indiaas actrice die voornamelijk in Bollywoodfilms speelt.

## Biografie
Singh begon haar carrière als model voordat ze de overstap maakte naar het witte doek. Na het voltooien van haar studie begon ze met modellenwerk. Ze trok de aandacht van filmmakers met haar optreden in de videoclips "Aasmani Rang" en "Koi Lauta De Woh Pyare Pyare Din". Singh maakte haar filmdebuut met Hazaaron Khwaishein Aisi in 2005, waarvoor zij de Bollywood Movie Award voor beste vrouwelijke debuut won. Haar volgende film, Kal: Yesterday and Tomorrow was een kritische en commerciële mislukking.
Na een onderbreking van drie jaar keerde Singh terug met de film Sorry Bhai! De release ervan tijdens het weekend van de terreuraanslagen in Mumbai deed de opkomst naar de film geen goed. Deze mislukking leidde tot nog eens twee jaar pauze van acteren.
Singh herpakte haar carrière in 2011 met de film Yeh Saali Zindagi. Ze produceerde haar eerste film Soorma (2018) en maakte de stap naar het web met de romantische anthologiereeks Modern Love Mumbai (2022).

## Filmografie

### Films
| Jaar | Film                        | Rol                   | Opmerking                          |
| ---- | --------------------------- | --------------------- | ---------------------------------- |
| 2005 | Hazaaron Khwaishein Aisi    | Geeta Rao             |                                    |
| 2005 | Kal: Yesterday and Tomorrow | Bhavana Dayal         |                                    |
| 2008 | Sorry Bhai!                 | Aaliyah               |                                    |
| 2011 | Yeh Saali Zindagi           | Priti Shirodkar       |                                    |
| 2011 | Desi Boyz                   | Tanya Sharma          |                                    |
| 2012 | Joker                       |                       | in nummer "Kafirana"               |
| 2013 | Kirchiyaan                  | Ritu                  | korte film                         |
| 2013 | Inkaar                      | Maya Luthra           |                                    |
| 2013 | I, Me Aur Main              | Anushka Lal           |                                    |
| 2014 | Anjaan                      |                       | Tamil film, in nummer "Sirippu En" |
| 2015 | Gabbar Is Back              |                       | in nummer "Aao Raja"               |
| 2017 | Munna Michael               | jurylid               | cameo                              |
| 2018 | Soorma                      |                       | producent                          |
| 2018 | Saheb, Biwi Aur Gangster 3  | Suhani                |                                    |
| 2018 | Baazaar                     | Mandira Kothari       |                                    |
| 2020 | Ghoomketu                   | haarzelf              | cameo                              |
| 2021 | Bob Biswas                  | Mary Biswas           |                                    |
| 2023 | Gaslight                    | Rukmani Singh Gaikwad |                                    |
| 2024 | Khel Khel Mein              | Kadambari Kapoor      | gastoptreden                       |
| 2025 | Housefull 5                 | Maya                  |                                    |

### Televisie en webseries
| Jaar | Serie              | Rol     | Opmerking         | Platform    |
| ---- | ------------------ | ------- | ----------------- | ----------- |
| 2018 | DID Li'l Masters 4 | jurylid |                   |             |
| 2022 | Modern Love Mumbai | Latika  | Afl. Cutting Chai | Prime Video |

### Muziekvideo's
| Jaar | Nummer                           | Zanger(s)                     |
| ---- | -------------------------------- | ----------------------------- |
| 2000 | Aasmani Rang                     | Bhupinder Singh, K.S. Chithra |
| 2000 | Koi Lauta De Woh Pyare Pyare Din | Abhijeet                      |
| 2022 | Saiyaan                          | Asees Kaur                    |